# (31544) 1999 DZ5
1999 DZ5 (asteroide 31544) é um asteroide da cintura principal. Possui uma excentricidade de 0.07638280 e uma inclinação de 13.93819º.
Este asteroide foi descoberto no dia 17 de fevereiro de 1999 por LINEAR em Socorro.